# T-ara's Free Time in Paris & Swiss
T-ara's Free Time in Paris & Swiss è la prima raccolta del gruppo musicale sudcoreano T-ara, pubblicata nel 2012 dalla Core Contents Media e la LOEN Entertainment.

## Tracce
1. Lies (거짓말) – 3:46 (testo: Ahn Young-min – musica: Cho Young-soo)
2. TTL (Time To Love) (feat. Supernova) – 3:38 (testo: Hwang Sung-jin, Rhymer, Joosuc – musica: Kim Do-hoon)
3. TTL Listen 2 (feat. Supernova) – 3:32 (testo: Rhymer, Sangchu – musica: Kim Do-hoon, Rhymer)
4. Bo Peep Bo Peep – 3:45 (Shinsadong Tiger, Choi Kyu-Sung)
5. Like the First Time (처음처럼) – 4:04 ("hitman" bang)
6. I'm Really Hurt (내가 너무 아파) – 3:14 (Shinsadong Tiger, Choi Kyu-sung)
7. I Go Crazy Because of You (너 때문에 미쳐) – 3:14 (testo: Wheesung – musica: Cho Young-soo, Kim Tae-hyun)
8. Yayaya – 3:26 (E-Tribe)
9. Why Are You Being Like This (왜 이러니) – 3:57 (testo: Lee Eun Jin (Yangpa) – musica: Kim Do Hoon, Lee Sang Ho)
10. Roly-Poly – 3:34 (Shinsadong Tiger, Choi Gyu Sung)
11. Cry Cry – 3:18 (testo: Kim Tae Hyun, Cho Young Soo, Ahn Young Min – musica: Kim Tae Hyun, Cho Young Soo)
12. Lovey-Dovey – 3:35 (Shinsadong Tiger, Choi Gyu Sung)
13. Day by Day – 3:28 (testo: Ahn Young Min, Cho Young Soo, Kim Tae Hyun, K-SMITH – musica: Cho Young Soo, Kim Tae Hyun)
14. Sexy Love – 3:45 (Shinsadong Tiger, Choi Kyu-sung)

## Formazione
- Boram – voce, rapper
- Qri – voce
- Soyeon – voce
- Eunjung – voce, rapper
- Hyomin – voce, rapper
- Jiyeon – voce
- Areum[1] – voce, rapper